# Identicon

Exemple d'identicon

Un identicon est une représentation visuelle d'un hash, généralement à partir d'une adresse IP, permettant d'identifier un utilisateur de système informatisé, à la manière d'un avatar.
La version originale, créé par Don Park en 2007, est une image découpée en 9 blocs ; des formes dérivées existent.